# Fretigney-et-Velloreille
 Fretigney-et-Velloreille  es una población y comuna francesa, situada en la región de Franco Condado, departamento de Alto Saona, en el distrito de Vesoul y cantón de Fresne-Saint-Mamès.

## Demografía
| 601 | 799 | 746 | 659 | 577 | 626 | 645 |
| Para los censos de 1962 a 1999 la población legal corresponde a la población sin duplicidades (Fuente: INSEE [Consultar]) |     |     |     |     |     |     |